# Yokashin
Yokashin – polski zespół rockowy, który zdobył krótkotrwałą popularność w drugiej połowie lat 90. Działał on w latach 1995–1999 oraz ponownie od 2002. Nazwa grupy jest indiańskim pozdrowieniem a logo formacji- totemem plemienia Szoszonów.
Zespół założyli w marcu 1995 Zbigniew Bieniak (śpiew) i Daniel Howorus (gitara). W pierwotnym składzie znaleźli się także Piotr Konarski (perkusja) oraz Krzysztof Mrass (gitara basowa). Muzycy szybko zarejestrowali na własny koszt pierwsze utwory w studiu Polskiego Radia w Olsztynie. Część z nich trafiła na debiutancki album grupy „YokaShin”, który miał swoją premierę jesienią 1995. Muzyka zawarta na płycie była inspirowana twórczością Led Zeppelin i The Rolling Stones. Umiarkowany sukces na listach przebojów odniósł utwór „Włosy” a cała płyta była nominowana do nagrody Fryderyka w kategorii muzyka taneczna. W marcu 1996 zespół podpisał kontakt zwytwórnią BMG Ariola Poland. We wrześniu 1996 ukazał się drugi album „Shake Down”, na którym zadebiutował nowy perkusista Paweł Kępiński. Zawierał on muzykę stylistycznie podobną do debiutu. Po wielu latach przerwy, w 2007 ukazał się singiel, zawierający cztery utwory:Wierzę Ci, Traqowy, Pająk czasu, Pibloqtock, który był zapowiedzią trzeciej płyty długogrającej  Pibloqtock.

## Muzycy

### Obecny skład
- Zbigniew Bieniak – śpiew
- Piotr Konarski „Tonic” – perkusja
- Piotr Traczyk „Traq” – gitara
- Tomasz Targoński „Blackvision” – gitara
- Rafał Turek – gitara basowa

### Inni muzycy, którzy grali w Yokashin
- Daniel Howorus – gitara
- Krzysztof Mrass – gitara basowa
- Paweł Kępiński – perkusja
- Sarhan Kubeisi – gitary, keyboard, darbuka, chórki
- Jarek Krzyżaniak – gitara
- Robert Kubajek – perkusja
- Mikis Cupas – gitara
- Waldek Szoff – gitara
- Krzysztof Patocki – perkusja
- Piotr „Pniak” – perkusja
- Irek Szczygieł – perkusja

## Dyskografia
- Yokashin (1995)
- Shake Down (1996)
- Wierzę ci (2007, EP)